# Sarrola-Carcopino
Sarrola-Carcopino (korsisch Sarrula è Carcupinu) ist eine Gemeinde auf der französischen Mittelmeerinsel Korsika. Sie gehört zum Département Corse-du-Sud, zum Arrondissement Ajaccio und zum Kanton Gravona-Prunelli.

## Geografie und Infrastruktur
Die Route nationale 849 führte über Sarrola-Carcopino und anschließend über den auf 376 m. ü. M. gelegenen Gebirgspass Col d’Ambiegna nach Ambiegna.
Die Ortschaft wird durch den Bahnhof Mezzana von der Bahngesellschaft Chemins de fer de la Corse bedient.
Nachbargemeinden sind Valle-di-Mezzana im Norden, Tavaco im Nordosten, Peri im Osten, Cuttoli-Corticchiato im Südosten, Afa im Südwesten und Appietto im Westen.

## Wirtschaft
Sarrola-Carcopino ist eine der 36 Gemeinden mit zugelassenen Rebflächen des Weinbaugebietes Ajaccio.

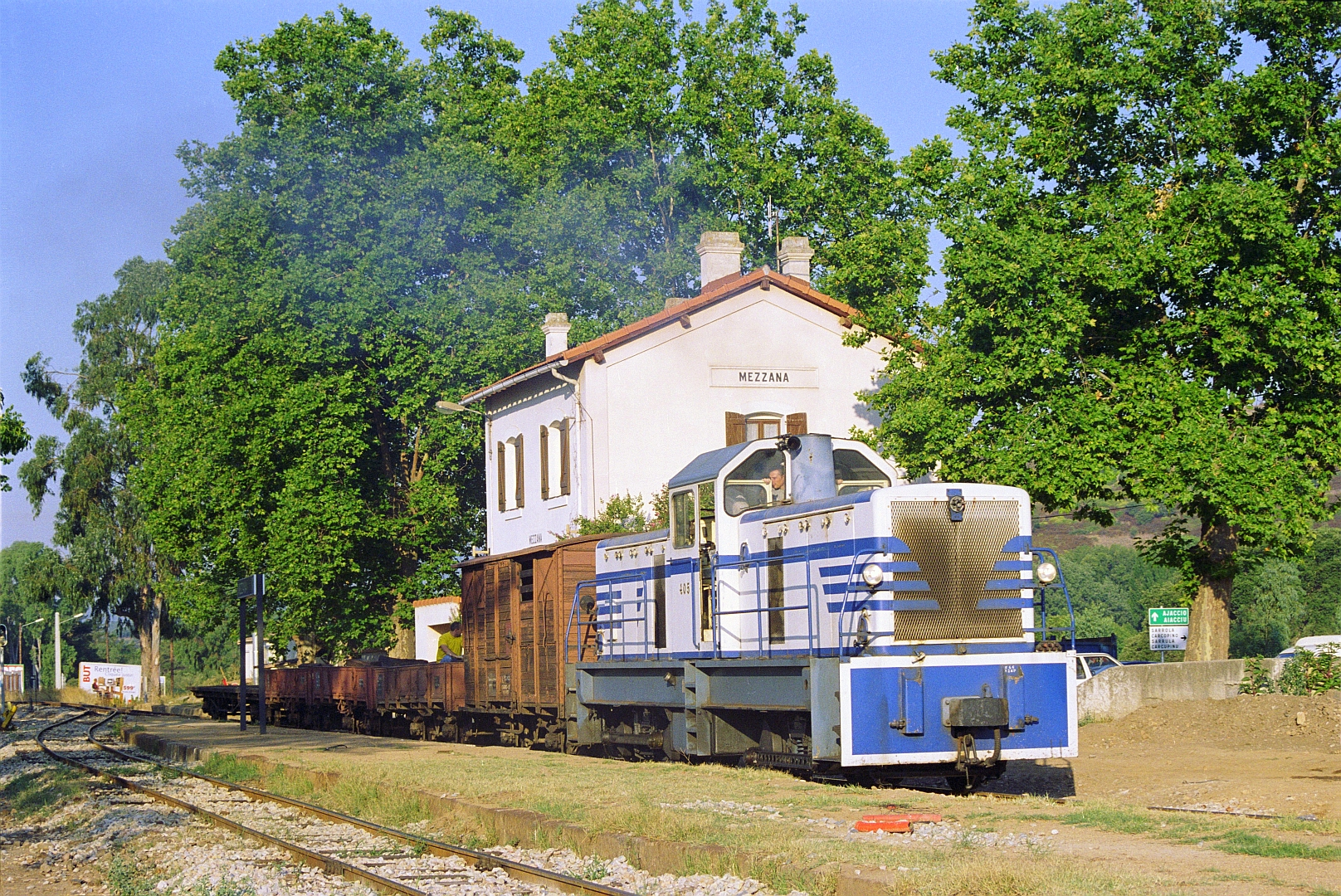
Der Bahnhof Mezzana mit einem mit einer Diesellokomotive bespannten Güterzug
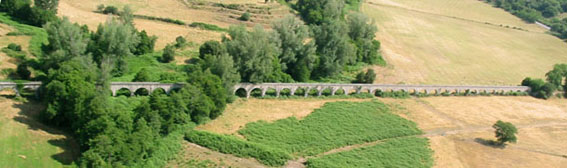
Der Aquädukt von Mezzana

## Geschichte
Früher hieß die Gemeinde „Sarrola“. Ein Teil der Gemarkung ging an die 1852 gegründete Gemeinde Afa über.

### Bevölkerungsentwicklung
| Jahr      | 1962 | 1968 | 1975 | 1982 | 1990 | 1999 | 2008 | 2012 |
| --------- | ---- | ---- | ---- | ---- | ---- | ---- | ---- | ---- |
| Einwohner | 511  | 534  | 508  | 812  | 1424 | 1801 | 1927 | 2219 |